# Carl Vilhelm Raben-Levetzau
Carl Vilhelm Raben-Levetzau (10. juni 1789 i Dronninglund – 18. maj 1870 i København) var en dansk godsejer og legatstifter.
Han var søn af gehejmeråd Frederik Sophus Raben (broder til gehejmeråd Carl Adolph Raben) og Sophie Magdalene f. von Qualen, født 10. juni 1789, blev 1807 student, 1811 juridisk kandidat, 1812 kammerjunker, var 1817-21 legationssekretær i Haag, blev 1828 kammerherre, 1867 Ridder af Dannebrog, 1869 gehejmekonferensråd, døde i København 18. maj 1870. Efter sin fader arvede Raben 1820 Beldringe gård og gods på Sjælland, og ved en ældre broders død (1828) blev han besidder af fideikommisgodset Bremersvold på Lolland og af substitutionen for stamhuset Restrup, i hvilken anledning han 1834 antog slægten Levetzaus navn og våben. Raben-Levetzau var i mange år stænderdeputeret, valgt af sædegårdsejerne på Sjælland, men tog for øvrigt ikke del i det offentlige liv. Han ægtede 1. juli 1830 en datter af justitiarius i Højesteret Anker Vilhelm Frederik Bornemann, Julia Adelaide Harriet Bornemann, f. 30. juni 1808, fra 1876 til sin død, 28. marts 1888, overhofmesterinde hos Dronning Louise.
De betydelige rigdomme, som dette ædle ægtepar ejede, testamenterede de ved dispositioner af 1868 og 1869 dels til deres slægt, da deres eget ægteskab var barnløst, dels efter en storartet målestok til fremme af sociale, velgørende, kunstneriske og videnskabelige formål ved oprettelsen af Den Raben-Levetzauske Fond, der allerede trådte i kraft, medens gehejmerådinden levede, og ca. 1900 havde en formue af ca. 1½ mio. kr. i datidens mønt. Ved specielle legater betænkte de trængende på Beldringe gods og i Præstø Amt.
Raben-Levetzau er malet af David Monies 1851 og 1857 og af Otto Bache. Der findes en gipsbuste af Theobald Stein fra 1875 (Frederiksborgmuseet) og et litografi af I.W. Tegner fra 1870.